# Henri Guimbard
Henri Guimbard (Poitiers, 28 de julio de 1938 – Chambéry, 23 de septiembre de 2024) fue un ciclista profesional francés.

## Equipos
| Periodo   | Club                        |
| --------- | --------------------------- |
| 1959      | Libéria-Hutchinson          |
| 1963-1964 | Gancia-Urago                |
| 1965      | Peugeot-BP-Michelin         |
| 1966      | Mercier-BP-Hutchinson       |
| 1967      | Tigra-Grammont-de Gribaldy  |
| 1968      | Frimatic-Wolber-de Gribaldy |
| 1969      | Mercier-BP-Hutchinson       |
| 1970      | Frimatic-de Gribaldy        |

## Resultados

### Ruta
- 1963
  - Campeón de Dauphiné-Savoie sur route
  - 2° del Grand Prix du Faucigny
  - 3° de Trophée Nice-Matin
- 1964
  - Campeón de Dauphiné-Savoie sur route
  - 2° de Annemasse-Bellegarde-Annemasse
  - 3° del Grand Prix du Faucigny
- 1965
  - Tour du Roussillon: Ganador de la primera etapa (contrarreloj por equipos)
  - 3° de la Poly Lyonnaise
  - 3° de Annemasse-Bellegarde-Annemasse
- 1966
  - Tour du Bordelais: Ganador de la segunda etapa
  - Tour des Deux-Savoie:Ganador de la segunda etapa
  - Ganador de la quinta etapa del Circuit des Mines
  - 2° del Grand Prix de Fréjus
  - 2° del Circuit Gruet du Jura
  - 2° del Tour des Alpes de Provence
  - 6° del Critérium du Dauphiné libéré
- 1967
  - Circuit Gruet du Jura
  - 2° del Annemasse-Bellegarde-Annemasse
- 1968
  - Ganador de la primera etapa del Circuit des Mines
  - Ganador de la segunda etapa del Tour Nivernais Morvan
  - Circuit Gruet du Jura
  - Grand Prix du Faucigny
  - 3° del Annemasse-Bellegarde-Annemasse
  - 3° del Grand Prix de Vougy
- 1970
  - 2° del Souvenir Veynes-Berthet

### Apariciones en eventos grandes
- Tour de Francia: 1 aparición

1966 - eliminado en la etapa 16.

### Pista
- 1959
  - Campeón del Dauphiné-Savoie en persecución por equipos
  - 3° del Campeonato Francés de Persecución por Equipos
- 1962
  - Campeón del Dauphiné-Savoie en persecución por equipos

## Muerte
Guimbard murió el 23 de septiembre de 2024 a los 86 años víctima de un accidente automovilístico en Chambéry.